# Stefan-Thomas Wagner
Stefan-Thomas Wagner (* 30. August 1951 in Leipzig) ist ein deutscher Maler und Grafiker.

## Leben und Werk
Wagner absolvierte von 1971 bis 1973 in Leipzig eine Lehre als Tiefdrucker. Nach dem Wehrdienst in der NVA studierte er von 1975 bis 1980 bei Arno Rink, Bernhard Heisig, Hartwig Ebersbach und Heinz Wagner an der Hochschule für Grafik und Buchkunst Leipzig (HGB).
Seitdem arbeitet Wagner als freischaffender Künstler in Leipzig, wobei er zeitweilig einen Fördervertrag mit der FDJ-Stadtleitung Leipzig hatte. Von 1983 bis 1986 machte er bei Frank Ruddigeit ein externes Zusatzstudium an der Hochschule für industrielle Formgestaltung Halle – Burg Giebichenstein, und von 1989 bis 1991 war er Meisterschüler von Wolfgang Mattheuer an der Deutschen Akademie der Künste in Berlin.
Wagner war bis 1990 Mitglied des Verbands Bildender Künstler der DDR (VBK). Er hatte in der DDR eine bedeutende Zahl von Einzelausstellungen und Ausstellungsbeteiligungen. 1989 war er in der vom VBK herausgegebenen und von der HGB verlegten Mappe mit Grafiken von 15 Künstlern Grafik zu Liedern der Französischen Revolution vertreten.
Von 1991 bis 1992 war er Lehrer an der Werkstatt für Siebdruck der HGB und ab 2002 Leiter und Lehrer an der Fachoberschule für Gestaltung Leipzig.
Arbeiten Wagners befinden sich u. a. in der Kunsthalle der Sparkasse Leipzig.

## Einzelausstellungen seit der deutschen Wiedervereinigung (unvollständig)
- 1993/1994: Leipzig, Dogenhaus Galerie („STH Wagner – Wind und Wogen. 11 Gouachen zum Thema.“)